# Tōji Suzuhara
Tōji Suzuhara (鈴原 トウジ Suzuhara Tōji?) es un personaje ficticio creado por Gainax y diseñado por Yoshiyuki Sadamoto, perteneciente a la franquicia de Neon Genesis Evangelion. Tōji es el "Cuarto Niño", designado para pilotar la unidad EVA-03.

## Apariciones

### Neon Genesis Evangelion
Tōji se presenta por primera vez en el episodio 3, El teléfono que nunca suena, como un muchacho de catorce años de personalidad fuerte y el estereotipado "rufián", cuyo mejor amigo es Kensuke Aida. Huérfano de madre, vive con su hermana menor, su padre y abuelo, ambos de los cuales trabajan para Nerv. Su hermana resultó herida en la batalla entre el ángel Sachiel y el EVA-01, y tras enterarse de que Shinji Ikari era el piloto, Tōji, naturalmente enojado, golpea a este último. Sin embargo, después de ver como Shinji sufría en su pelea contra Shamshel, Tōji se disculpa y ambos se hacen buenos amigos.
Más tarde, Tōji es seleccionado como el Cuarto Niño elegido para pilotar el EVA-03, y acepta bajo la condición de que su hermana fuera transferida a un hospital privado de Nerv. Mientras el EVA-03 era trasportado de EE. UU. a Japón, la unidad fue poseída por el ángel Bardiel. El ángel se reveló durante la prueba de activación en Matsushiro. Cuando Tōji ingresa al Entry Plug y comienza la sincronización con el Eva, el ángel entonces toma el control total de la unidad y luego de destruir la base de Matsushiro, Bardiel se dirige al Geofront. 
Respondiendo a esto, Nerv lanza las tres unidades principales. Las unidades EVA-00 y EVA-02 son enviadas a detener a la unidad EVA-03, pero son rápidamente vencidas por esta, mientras que Shinji se niega a aceptar las órdenes de destruirla por temor de herir al piloto (Shinji desconocía la identidad de este). Sin embargo, Gendō ordena cortar la sincronización entre el EVA-01 y su piloto para así activar el Dummy Plug. La unidad EVA-01 procede a destruir al EVA-03, aplastando el Entry Plug con Tōji aún dentro. Tōji sobrevive al ataque, pero es herido de gravedad y sufre la amputación de una pierna. Luego de la conmoción del penúltimo ángel, Tōji no se vuelve a ver.

### Rebuild of Evangelion
En Evangelion: 1.0 You Are (Not) Alone, Tōji desempeña el mismo papel que en los primeros seis capítulos de la serie, pero no tiene mucho protagonismo en la historia. Él y Kensuke dejan un mensaje telefónico a Shinji deseándole buena suerte antes de iniciar la operación Yashima, cosa que le ayuda bastante antes de la batalla.
En Evangelion: 2.0 You Can (Not) Advance, Tōji no es seleccionado como piloto de la unidad 03. Asuka es quien pilotea el EVA y casi termina siendo exterminada en la batalla. La hermana de Tōji finalmente sale del hospital, cosa que a Shinji le reconforta muchísimo. Como de costumbre, Tōji tiene peleas con Asuka, está vez por el hecho de que al muchacho le parece que cocinar es "poco" masculino. Durante el ataque del décimo Ángel, se le puede ver abrazando de manera protectora a Hikari.
En Evangelion: 3.0 You Can (Not) Redo, Tōji no aparece pero si lo hace su hermana, Sakura, quien ha crecido y trabaja para WILLE, la organización rebelde que le hace frente a NERV. Shinji se sorprende cuando Sakura se presenta como la hermana de Tōji, y se da cuenta del tiempo que ha pasado atrapado dentro en la unidad 01. Más adelante, mientras Shinji se encuentra en las ruinas que ahora es NERV, descubre una camisa blanca que solía pertenecer a Tōji con su nombre escrito en ella.

## Otros medios

### Manga
Hay algunas diferencias entre el Tōji del anime y el Tōji del manga a cargo de Yoshiyuki Sadamoto. Uno de los cambios fue el color de pelo de Tōji, en el anime era negro y en el manga es castaño claro. Otro es su dialecto, mucho más violento que el original: el dialecto de Kansai, ya que en inglés se le otorga el dialecto de un Gánster o pandillero.
Tōji le golpea dos veces a Shinji cuando este le reta en el jardín, y al igual que en el anime, luego le pide uno de vuelta de manera que pueda saldar su deuda. Sin embargo, el joven piloto no lo hace, sino decide hacerlo más divertido dejando a Tōji con una deuda pendiente (La deuda es saldada cuando Shinji provoca que Tōji haga el ridículo en frente de las chicas), sin embargo partir de entonces, nació una buena amistad entre los dos niños.
Tōji llama a Asuka con frecuencia "perra", dado que se aprovecha de su belleza, y porque en una ocasión le criticó por su atuendo y llamándole pobre. Algo importante es que Tōji y Hikari no se aguantan mutuamente, sin embargo, la chica le quiere en secreto. Antes de que Tōji partiera a la prueba del EVA 03, se encuentra con Hikari, a quien le pide que cuando regrese, quiere empezar las cosas de nuevo. Hikari desilusionada por ello, le da el almuerzo que había preparado para Tōji al joven Shinji, que al abrirlo encontró en el interior de la caja, una figura hecha por Hikari, muy similar a Tōji.
Shinji sabe que Tōji es el piloto antes de la batalla, es más, Tōji se porta bastante maduro cuando le ofrecen el puesto, pero luego le confiesa a Shinji que tiene miedo y que solo aceptó por el bien de su hermanita, a quien le prometieron llevarla a un mejor hospital. Después de la horrible batalla contra el EVA poseído por el Ángel Bardiel, Shinji decide salir de NERV pero no sin tratar de golpear a Gendo. Sin embargo, Tōji muere cuando la unidad 01 destruye el Entry Plug, dejando a Hikari ilusionada esperando almorzar con el pronto, y a su amigo Kensuke deprimido, sin saber que decirle a ella.